# Jeffrey Brooks
Jeffrey Edgardo Brooks Martínez (n. en Puerto Cortés, Honduras, 25 de mayo de 1995) es un futbolista hondureño. Juega como delantero y actualmente milita en el Platense de la Liga Nacional de Honduras.

## Trayectoria
Durante su formación participó con un equipo llamado Imdepor y con la Academia del A.C. Milan en Honduras. En 2012 llegó al Club Deportivo Marathón para jugar con el equipo de reservas y en 2013 por pedido de Mauro Reyes fue fichado por el Deportes Savio, con el cual debutó en la Liga Nacional de Honduras.
El 26 de septiembre de 2014 se confirma su fichaje por el Club Sport Uruguay de Coronado de la Primera División de Costa Rica.

## Clubes
| Club                | País       | Año             |
| ------------------- | ---------- | --------------- |
| Deportes Savio      | Honduras   | 2013 - 2014     |
| Uruguay de Coronado | Costa Rica | 2014 - 2015     |
| Platense            | Honduras   | 2015 - Presente |